# Gene Pollar
Gene Pollar (né le 16 septembre 1892, mort le 20 octobre 1971 à Fort Lauderdale en Floride) était le nom de scène de Joseph Pohler, qui a eu une brève carrière à l'écran dans le rôle de Tarzan. 

## Biographie
Né en 1892, il est pompier à New York. À l'âge de 28 ans, il est sollicité pour être le deuxième acteur à tenir le rôle de Tarzan au cinéma. Quand Numa Pictures a essayé de renouveler le contrat de Elmo Lincoln qui avait tenu le rôle dans le film de 1918 Tarzan chez les singes, celui-ci a refusé l'offre, et les frères Weiss ont offert un contrat de 100 $ par semaine à Gene Pollar pour un film qui devait s'appeler Le Retour de Tarzan. Avec une taille de 1,89 m, il avait le physique pour le rôle. Le film a été vendu à la Goldwyn Distribution Corporation en avril 1920, et par précaution, comme il y avait une nouvelle tête d'affiche, le titre a été changé en The Revenge of Tarzan deux semaines avant sa sortie. Le film a été un succès, mais Numa a refusé à Pollar de signer avec Universal Pictures. Par la suite il est retourné à son métier de pompier, sous son vrai nom Joseph Pohler. En 1944 il a travaillé pour une chaine de distribution. En 1966, à l'occasion de la sortie de la série Tarzan sur la chaîne NBC qui présentait James Pierce comme le plus vieux interprète de Tarzan, il a contacté les medias pour rectifier le fait qu'il était lui-même plus ancien que James Pierce dans ce rôle.
À son sujet, Burroughs a déclaré avec humour : « As an actor, Gene was a great fireman. »

## Filmographie

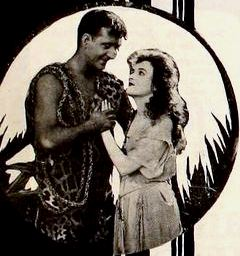
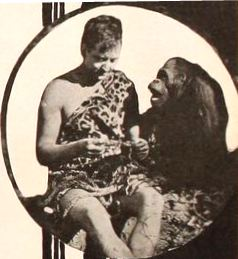

- 1920 : Le Retour de Tarzan